# Ginoid
Ginoíd je izraz, ki se posebej uporablja za ženske robote, drugače pa pomeni vsako stvar, ki je podobna ali ima obliko ženske. Izraz ginoid se ne rabi pogosto z razliko od izraza android, ki sicer pomeni moškega robota in se rabi ne glede na spol.
Izraz ginoid prihaja iz grščine, iz korena starogrško γυνη: ginē, starogrško γυνηκα: gynēka - ženska in pripone starogrško εἶδος: eidos, -oid, imeti obliko ali podobnost z.